# Marisa Maiô
Marisa Maiô ist eine fiktive Figur und die Moderatorin einer satirischen Talkshow, die vollständig durch künstliche Intelligenz (KI) generiert wird. Die von dem brasilianischen Drehbuchautor und Künstler Raony Phillips geschaffene Figur hatte ihren ersten Auftritt im Juni 2025 in der Webserie Programa Marisa Maiô. Sie ging kurz nach ihrer Veröffentlichung in den sozialen Medien viral und wurde zu einem bedeutenden Internetphänomen in Brasilien.
Ihre Konzeption und schnelle Popularität schufen einen Präzedenzfall in der nationalen Kreativbranche und etablierten sie als einen der ersten und erfolgreichsten durch KI generierten digitalen Avatare, der ein breites Publikum erreichte und von Marken kommerzialisiert wurde. Der Fall Marisa Maiô gilt als emblematisch in den Diskussionen über den Vormarsch synthetischer Medien, Deepfakes und die Auswirkungen von KI auf die Produktion von audiovisuellen Inhalten und Unterhaltung. Die Bekanntheit der Figur wurde durch eine breite Berichterstattung in den nationalen Medien und durch Werbeverträge mit großen Unternehmen wie Magazine Luiza, OLX und inDrive gefestigt.

## Entstehung und Konzept
Das Programa Marisa Maiô wurde von Raony Phillips geschaffen, der bereits für andere erfolgreiche Internetprojekte wie die Webserie Girls in The House, die mit dem Spiel Die Sims 4 produziert wurde, bekannt ist. Die Figur und die gesamte Umgebung der Sendung, einschließlich des Publikums und der Gäste, werden mit dem KI-Tool Veo von Google generiert, das Videos aus Textbefehlen erstellt.
Phillips, der in seinen Projekten auch die meisten Charaktere synchronisiert, konzipierte Marisa Maiô als Kritik und Parodie auf das populäre brasilianische Fernsehen. Das Format der Sendung ist eine Satire auf bekannte brasilianische Sensations-Talkshows wie Casos de Família und Programa do Ratinho sowie auf die Programme von Hebe Camargo, wobei das Groteske und Bizarre mit dekadentem Glamour vermischt wird. Der Humor wird als bissig, surreal und absurd beschrieben. Die Moderatorin und ihre bizarren Gäste diskutieren Nonsens-Themen in einer Kulisse, die zwar realistisch wirkt, aber charakteristische Fehler und Verzerrungen von KI-generierten Inhalten aufweist, wie inkonsistente Gesichtsausdrücke, subtile Metamorphosen von Requisiten und unregelmäßige Bewegungen.
Der kreative Prozess ist laut Phillips mühsam und erfordert ständiges Experimentieren, um die KI zu lenken, die ihre Grenzen hat. Er beschreibt, dass die Erstellung eines wenige Sekunden langen Videos Minuten dauern kann und die Kontrolle über das Endergebnis nur teilweise möglich ist, was zur chaotischen und unvorhersehbaren Ästhetik der Sendung beiträgt. Schwierigkeiten, die KI dazu zu bringen, kohärente Dialoge auf Portugiesisch zu generieren und die visuelle Konsistenz der Figuren und des Szenarios beizubehalten, sind wiederkehrende Herausforderungen.

### Ästhetik und Merkmale
Die Ästhetik von Marisa Maiô ist von einem bewussten Uncanny Valley-Effekt geprägt. Die Moderatorin hat ein Aussehen, das Realismus mit Künstlichkeit vermischt: ein makelloser Bob-Haarschnitt, starkes Make-up, ein charakteristischer schwarzer Badeanzug und hohe Absätze. Ihre Persönlichkeit ist extrovertiert, spöttisch und manchmal grausam gegenüber ihren Gästen, zu denen eine Frau gehört, die ein Hologramm heiratet, eine ältere Dame, die süchtig nach Online-Glücksspielen ist, und eine Veganerin, die sich von Sonnenlicht ernährt.
Die „Fehler“ der KI werden als Teil der komödiantischen Sprache und Identität der Sendung integriert. Finger, die sich vermehren, sich verwandelnde Objekte, übertriebene Reaktionen des Publikums und die absichtlich asynchrone oder roboterhaft klingende Synchronisation verstärken die synthetische Natur und den Nonsens-Humor des Werks.

## Virale Verbreitung und Rezeption
Die ersten Videos des Programa Marisa Maiô wurden im Juni 2025 auf den sozialen Netzwerken Instagram, X und TikTok veröffentlicht und erreichten innerhalb weniger Tage Millionen von Aufrufen. Die erste Folge erzielte allein auf X (ehemals Twitter) über 1,7 Millionen Aufrufe, während die zweite auf Instagram die Marke von 2,3 Millionen überschritt. Die schnelle Verbreitung ergab sich aus der Kombination von eigenwilligem Humor mit der Befremdlichkeit und dem Realismus der KI-Technologie, was viele Nutzer zunächst glauben ließ, es handele sich um eine echte, unbekannte Fernsehsendung aus der Vergangenheit. Dieses anfängliche Verwirrungselement war ein entscheidender Motor für die Verbreitung und Diskussion der Videos.
Die Reaktionen des Publikums waren überwiegend positiv, wobei die Kreativität, die Originalität des Formats und der komödiantische Ton hervorgehoben wurden. Das Phänomen erregte auch die Aufmerksamkeit der traditionellen Medien, mit Berichten in reichweitenstarken Publikationen und einem prominenten Beitrag in der Sendung Fantástico des Senders TV Globo, der die kulturellen Auswirkungen der Figur analysierte und ihren Schöpfer, Raony Phillips, interviewte.

## Auswirkungen und Analysen

### Werbepartnerschaften
Die schnelle Popularität von Marisa Maiô weckte das Interesse großer Marken, was in kurzer Zeit zu mehreren kommerziellen Partnerschaften führte.
- Magazine Luiza: Wenige Wochen nach ihrer Entstehung war Marisa Maiô Star ihrer ersten Werbekampagne für die Einzelhandelskette.[4] In dem zum Valentinstag ausgestrahlten Spot interagierte sie mit Lu, der virtuellen Influencerin der Marke. Die Partnerschaft wurde als Meilenstein angesehen, der die schnelle Monetarisierung eines synthetischen Medienphänomens demonstrierte.[1]
- OLX: Am 11. Juni gab OLX bekannt, dass Marisa Maiô das Gesicht ihrer neuen Kampagne zur Förderung des Autokaufs sei. Die Wahl der Figur sollte die Marke mit einem Konzept von Modernität und technologischer Innovation in Einklang bringen.[5]
- inDrive: Am 23. Juni startete inDrive eine Kampagne mit der Moderatorin. Unter dem Motto der „Wahlfreiheit“ nutzte die Figur ihren Humor, um die Besonderheiten der Mobilitätsplattform, wie die Preisverhandlung zwischen Fahrgast und Fahrer, zu kommunizieren.[6]

### Debatte über synthetische Medien und Desinformation
Der Fall Marisa Maiô hat die öffentliche Debatte über die ethischen Implikationen der künstlichen Intelligenz intensiviert. Kommunikations- und Technologieexperten wiesen darauf hin, dass der Inhalt zwar humorvoll sei, seine hohe Qualität und sein Realismus jedoch als Warnung für den potenziellen Einsatz ähnlicher Technologien zur Erstellung von Desinformation und bösartigen Deepfakes dienen. Die Diskussion befasst sich mit der Notwendigkeit, die Medienkompetenz der Bevölkerung zu fördern, damit sie KI-generierte Inhalte erkennen und kritisch analysieren kann.
Analysten wiesen auch darauf hin, dass der Erfolg der Figur eine „Lektion“ für das traditionelle Fernsehen darstellt. Der spöttische, direkte Stil von Marisa Maiô, der sich nicht an die „politische Korrektheit“ hält, füllte eine vom Publikum wahrgenommene Authentizitätslücke und deutete darauf hin, dass die Zuschauer mutigere und weniger zurückhaltende Persönlichkeiten in den konventionellen Medien vermissen.

### Kontroverse um Urheberrechte
Im Juni 2025 strahlte die Sendung Melhor da Noite des Senders Rede Bandeirantes einen Sketch aus, in dem die Schauspielerin und Komikerin Fabiana Karla eine „Live-Action“-Version von Marisa Maiô spielte und deren Gestik, Kostüm und den Stil der Sendung imitierte. Der vom Sender als Hommage präsentierte Sketch löste in den sozialen Medien eine intensive Debatte über das Urheberrecht bei KI-Kreationen aus.
Nutzer und Kommentatoren diskutierten die Grenzen zwischen Hommage und Plagiat und stellten in Frage, ob der Sender eine Genehmigung hätte einholen oder den Schöpfer Raony Phillips expliziter hätte nennen sollen. Der Vorfall verdeutlichte die Notwendigkeit, die Gesetzgebung an die neue Realität der durch Algorithmen vermittelten künstlerischen Schöpfung anzupassen, ein in Brasilien und weltweit noch wenig reguliertes Feld.